# Ikarus 290
Az Ikarus 290 autóbusz az Ikarus 200-as típuscsaládjának egy különleges tagja: ezt a buszt 1978-ban repülőtéri kiszolgálásra alakították ki, rendeltetése az utasok szállítása volt a repülőgép és a reptéri terminál között. Erre utal a különleges kialakítása és alacsony sebessége is (max. 40 km/h). A busz igencsak le volt ültetve, hasmagassága minimális volt, mint sok reptéri kiszolgálójárműnek, hogy jobban elférjen a repülőgépek szárnyai alatt. A 290-es volt az egyetlen teljesen hazai gyártású, szóló Ikarus busz, ami három tengellyel rendelkezett, ezen kívül sajátossága volt még a típuscsaládra szokatlan alacsony padló és a motor elöl történő elhelyezése, amitől az első és meghajtott(!) tengely a szokottnál jóval hátrább került, valamint az is, hogy a busz jobb kormányos volt. Mindezen tulajdonságok miatt közúti forgalomra nem is lett volna alkalmas. A karosszéria is kicsit rendhagyó volt: a busznak összesen négy utasajtaja volt, plusz a vezetőajtó, ám az utasajtók mindkét oldalon párosával, egymással szemben helyezték el, hogy a busz manőverek nélkül is mindkét irányban könnyen elhagyható, illetve megközelíthető legyen a repülő akármelyik oldalánál, ezért nevezik ezt az ajtóelrendezést a zsargonban úgynevezett „átszállóajtós” elrendezésnek. Az első pár a busz közepén, a második pár a busz végén lett kialakítva, ezek ráncajtós és bolygóajtós kivitelben is készültek. Az ajtóelrendezés miatt a 290-es talán az egyetlen Ikarus, aminek szinte teljesen szimmetrikus a jobb- és baloldala. A vezetőajtó kilincses volt, ami azonban a vezetőhely túloldalára, a bal oldalra került. A 290-esből a felhasználása miatt nagyon kevés, mindössze 10 darab készült, ezekből 1981-ben négy darab készült magyarországi használatra, a többi hat külföldre került. A négy buszból többet a leselejtezésüket követően mozgóbüfévé alakítottak át.